# Søldarfjørður
Søldarfjørður (dánul: Solmundefjord) település Feröer Eysturoy nevű szigetén. Közigazgatásilag Runavík községhez tartozik.

## Földrajz
A Skálafjørður keleti partján 10 km hosszan húzódó településfüzér részét képezi.

## Történelem
Søldarfjørður eredeti neve Sølmundarfjørður volt. A falu a viking honfoglalás idejéből származik.

## Népesség
| Év              | Lakosság |
| --------------- | -------- |
| 1986. január 1. | 335      |
| 1991. január 1. | 354      |
| 1996. január 1. | 329      |
| 2001. január 1. | 343      |
| 2006. január 1. | 357      |

## Közlekedés
Søldarfjørður a Skálafjørður keleti partján futó észak-déli irányú út mentén fekszik. A települést érinti a 205-ös és a 440-es buszjárat.

## Kultúra
Egy új és viszonylag nagy iskola található a településen.

### Külső hivatkozások
- faroeislands.dk – fényképek és leírás (angol)
- Søldarfjørður[halott link], Runavík község (feröeri)
- Søldarfjørður, Visit Eysturoy (feröeri, angol)
- Panorámakép a domboldalból[halott link] (dán)
- Søldarfjørður, fallingrain.com (angol)